# Drepanulatrix pulveraria
Drepanulatrix pulveraria là một loài bướm đêm trong họ Geometridae.